# Василь Русак
Василь Русак (біл. Васіль Русак; * 4 квітня 1896, Ячава, Слуцький повіт — †23 серпня 1954, ГУЛАГ) — білоруський національний діяч, видавець, підприємець.

## Біографія

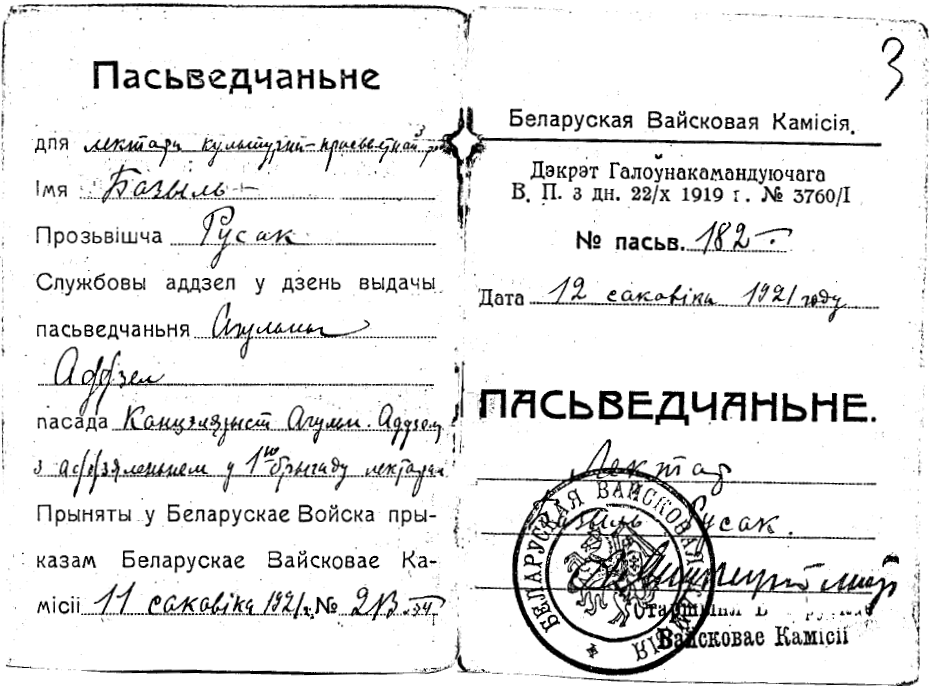
Посвідчення БВК на ім'я Василя Русака, 11 березня 1921

Брав участь у Першій світовій війні у званні прапорщика на Південному фронті. З 1917 року — член Білоруської соціалістичної громади. В 1917—1920 роках брав участь у створенні білоруського військового руху, учасник всебілоруського січневого з'їзду 1917.
З 1918 року жив на Случчині. Був арештований німцями у 1918 році, більшовиками у 1919 році. Був одним з керівників Білоруського національного комітету. Учасник антирадянського та антипольського рухів.
Голова з'їзду Случчини. Був обраний у Раду Случчини. Брав участь у Слуцькому повстанні 1920 року в чині комісара Другого Грозівського полку.
З 1921 року — інструктор Білоруської військової комісії. Брав яктивну участь в антипольській партизанській боротьбі в Західній Білорусі.
З травня 1922 року мешкав у Каунасі. Наприкінці 1922 року переїхав у Чехословаччину. В 1928 році закінчив Вищу технічну школу на факультеті агрономії. Один з керівників Празького об'єднання білоруських студентських організацій. З 1931 року — керівник Білоруського національного комітету в Празі.
Видав збірник власноруч записаних білоруських пісень «Білоруський пісенник» (1934), заснував видання часопису «Іскри Скарини». У 1939 році випустив інформаційну брошуру німецькою мовою про Білорусь з етнографічною мапаю, листівку із зображенням Погоні (1941), збірку «Білоруські (кривицькі) пісні» (1943).
Під час Другої світової війни був прихильником Білоруського Національного комітету в Празі. Разом з Ларисою Геніюш брав участь у Другому Всебілоруському з'їзді 27 червня 1944 року.
В червні 1945 року арештований радянською контррозвідкою, в червні 1946 року військовим трибуналом засуджений до 10 років таборів. Помер 23 серпня 1954 року.